# NN-238
La carretera NN-238 es una vía departamental secundaria ubicada en el departamento de León, en el occidente de Nicaragua. La ruta está registrada en los informes del MTI, aunque no se cuenta con datos detallados sobre su longitud, puntos de inicio y fin, o año de inauguración.

## Trazado y cruces
A continuación se presenta una tabla para futuras actualizaciones sobre el recorrido de la carretera NN-238:
| km | Localidad | Departamento | Conexión / Ruta |
| -- | --------- | ------------ | --------------- |
| —  | —         | León         |                 |

## Coordenadas
No disponibles por el momento.